# سفارت کانادا در پاریس
سفارت کانادا در پاریس (به فرانسوی: Ambassade du Canada en France) یک سفارت در فرانسه است که در پاریس واقع شده‌است.